# Spojil
Spojil ist eine Gemeinde in Tschechien. Sie liegt drei Kilometer östlich des Stadtzentrums von Pardubice und gehört zum Okres Pardubice.

## Geographie

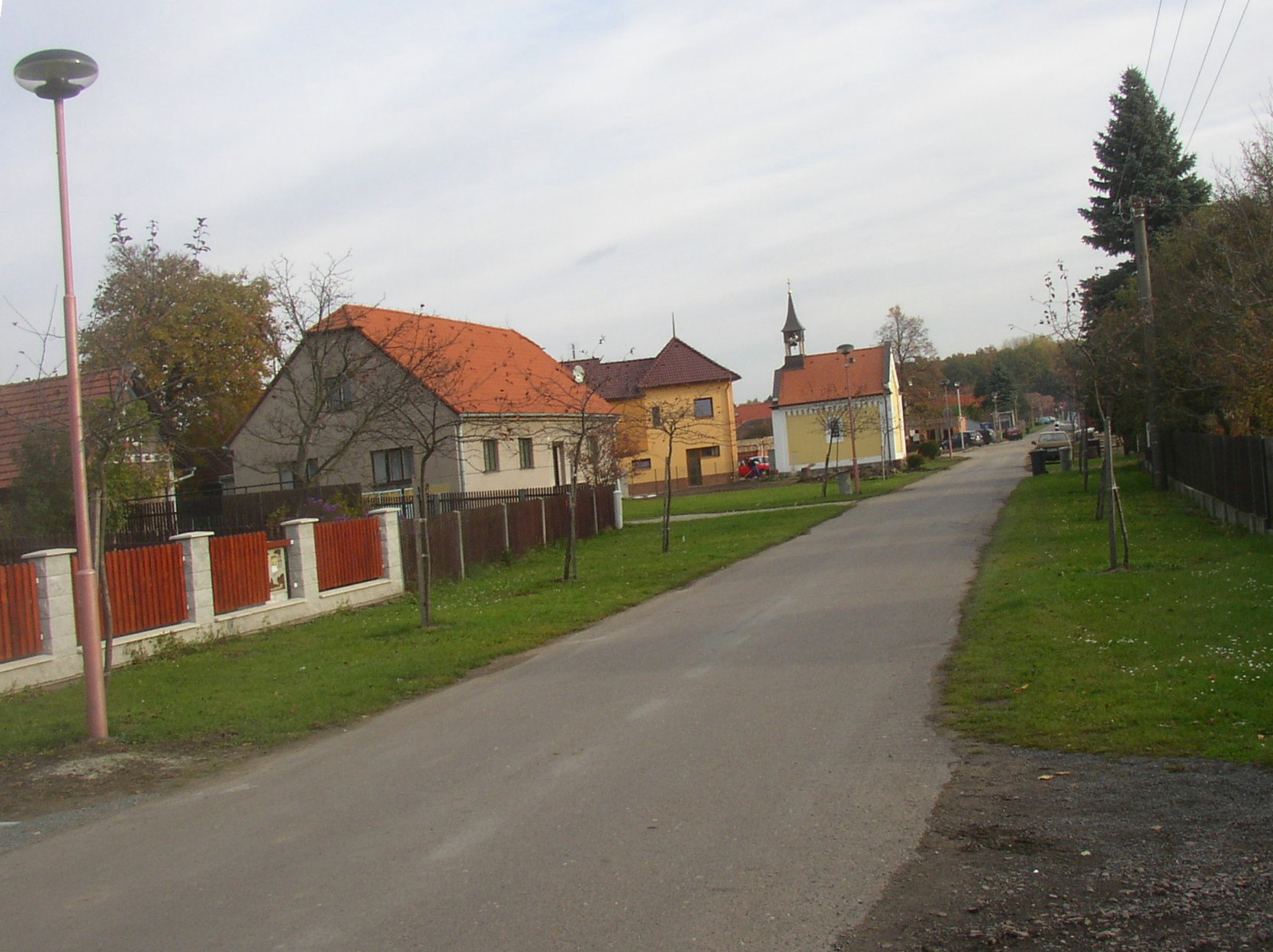
Dorfstraße

Spojil befindet sich in der Polabská rovina (Elbniederung) am Entwässerungsgraben Spojilský odpad. Nördlich des Dorfes verläuft die Staatsstraße I/36 zwischen Pardubice und Sezemice. Nordöstlich erstreckt sich der Wald Bělobranská dubina, im Süden der Wald Pipenec. Östlich erhebt sich der Vesecký kopec (238 m n.m.).
Nachbarorte sind Ráby, Kunětice und Počaply im Norden, Počapelské Chalupy, Kladina und Velké Koloděje im Nordosten, Malé Koloděje und Veská im Osten, Na Hrázi und Staročernsko im Südosten, Černá za Bory und Drozdice im Süden, Slovany und Studánka im Südwesten, sídliště Dubina im Westen sowie Dubové návrší und Hůrka im Nordwesten.

## Geschichte
Im Zuge der Raabisation beschloss die Verwaltung der Kameralherrschaft Pardubitz 1780 die Aufteilung eines Teils des Brachlandes und der uneinträglichen Gutsflächen sowie die emphyteutische Überlassung der Parzellen an Siedler. Auf den Gründen der trocken liegenden Fischteiche Staročernský rybník, Strejček, Spojil und Studánka wurden 52 Siedlerparzellen vergeben und damit die neuen Dörfer Spojil, Gunstdorf und Studánka gegründet. 
Das Gassendorf Spojil wurde 1785 auf dem Damm zwischen den ehemaligen Teichen Spojil und Strejček angelegt. Die 21 Siedler erhielten den aufgeteilten Teichboden beider Teiche als landwirtschaftliche Nutzfläche, das Holz zum Bau der Häuser erhielten sie kostenlos aus den umliegenden herrschaftlichen Wäldern. Die ursprünglichen Siedlerstellen sind in den Häusern Nr. 1 – 21 erhalten.
Im Jahre 1835 bestand das im Chrudimer Kreis gelegene Dorf Spogil aus 23 Häusern, in denen 192 Personen, darunter eine israelitische Familie, lebten. Haupterwerbsquelle bildete die Landwirtschaft. Pfarrort war Pardubitz. Bis zur Mitte des 19. Jahrhunderts blieb Spogil der k.k. Kameralherrschaft Pardubitz untertänig.
Nach der Aufhebung der Patrimonialherrschaften bildete Spojily ab 1849 mit den Ortsteilen Staročernsko und Studánka eine Gemeinde im Gerichtsbezirk Pardubitz. Ab 1868 gehörte das Dorf zum Bezirk Pardubitz. Im Jahre 1900 bestand das Dorf aus 30 Häusern und hatte 193 Einwohner. Studánka löste sich 1909 los und bildete eine eigene Gemeinde; 1914 wurde auch Staročernsko eigenständig. Von der ehemaligen Kaserne bei Hůrka wurde 1920 eine Straße nach Spojil angelegt. Nachdem 1921 zwei Häuser abgebrannt waren, wurde 1922 eine Freiwillige Feuerwehr gegründet. Der amtliche Gemeindename wurde 1924 in Spojil geändert. 
1938 wurde die Bebauung auf die Teichstätte nördlich des Dammes ausgedehnt. Der Anschluss an das Elektrizitätsnetz erfolgte 1941. Im Zuge der Errichtung von Groß Pardubitz wurde Spojil 1942 in die Stadt eingemeindet. Nach dem Ende des Zweiten Weltkrieges erfolgte die Wiederherstellung der Verwaltungsstrukturen aus der Zeit vor der deutschen Besetzung; damit erhielt auch Spojil 1945 seine Eigenständigkeit zurück. 1947 erfolgte die erneute Eingemeindung nach Pardubice.
1950 war Spojil auf 48 Häuser angewachsen und hatte 169 Einwohner. Nachdem 1954 das Projekt Velké Pardubice wieder aufgegeben worden war, wurden Spojil und die übrigen Dörfer des Speckgürtels wieder ausgemeindet und dem Okres Pardubice-okolí zugeordnet. Dieser wurde im Zuge der Gebietsreform von 1960 aufgehoben, seitdem gehört Spojil wieder zum Okres Pardubice. 1961 wurde Spojil zum dritten Mal binnen 20 Jahren nach Pardubice eingemeindet. Im Jahre 1980 lebten in den 61 Häusern von Spojil 224 Personen. Seit Beginn des Jahres 1992 besteht die Gemeinde Spojil wieder. Spojil führt seit 2000 ein Wappen und Banner.

## Gemeindegliederung
Für die Gemeinde Spojil sind keine Ortsteile ausgewiesen. Spojil bildet eine Enklave innerhalb des Pardubicer Stadtgebietes.

## Sehenswürdigkeiten

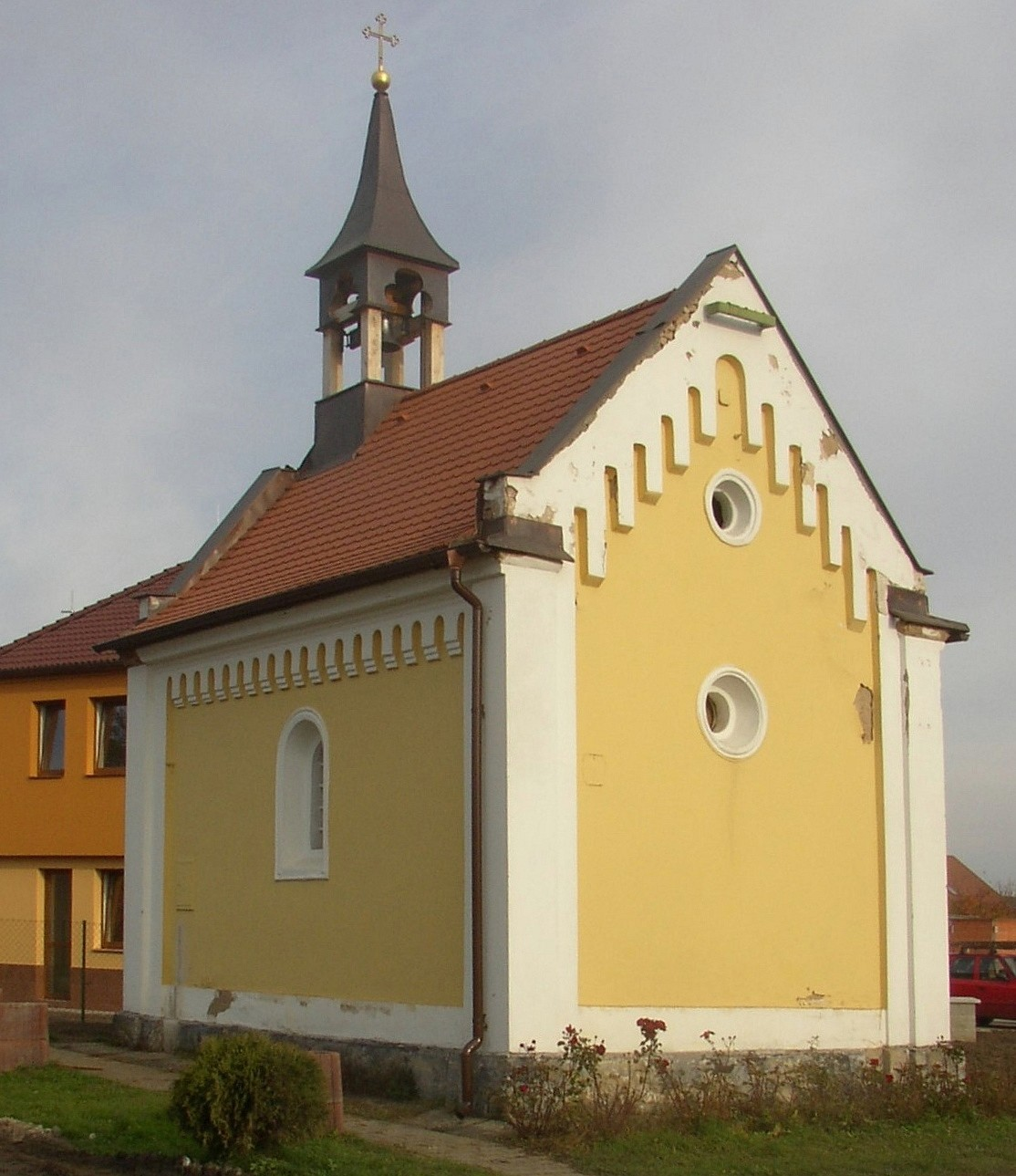
Kapelle Mariä Himmelfahrt

- Kapelle Mariä Himmelfahrt, erbaut 1868
- Gedenkkreuz, gestiftet von den Spojiler Frauen zum Dank für den Schutz Gottes während beider Weltkriege